# روته
روته از روستاهای دهستان رودبار قصران بخش رودبار قصران شهرستان شمیران استان تهران ایران است.

## جمعیت
جمعیت این روستا بر اساس سرشماری سال ۱۳۸۵ حدود ۵۰۸ نفر در ۱۵۳ خانوار بوده است. که قطعاً تا کنون تغییر یافته است. اهالی روته به گویش قصرانی زبان مازندرانی صحبت می کنند.

## زبان
گیتی دیهیم در کتاب بررسی خرده‌گویش‌های منطقهٔ قصران به انضمام واژه‌نامهٔ قصرانی ، زبان آبادی زایگان را تاتی و مخلوطی از طالقانی و مازندرانی قید است.حسین کریمان در جلد دوم کتاب قصران کوهسران آورده است : منطقه قصران باستانی شامل مناطق لاوشان، فشم، شمشک، گاجره و روستاهای کوهپایه‌ای توچلال تا مناطق غربی رودخانه جاجرود. زبان عمومی مردم قصران لهجه‌ای از زبان باستانی پهلوی است که زبان طبری یا مازندرانی، که از ریشه‌ی زبانهای دیرین ایرانی است، و عربی و اندکی ترکی، بدان درآمیخته و از زبان دری نیز در قرون اسلامی تاثیر یافته است، و هر چه از ری به مازندران نزدیک تر شوند بر میزان لهجه‌ی مازندرانی به همان نسبت افزوده می‌شود، چنانکه در لهجه‌ی میگون و شهرستانک و لالان و زایگان و روته و گرمابدر و شمشک و دربندسر لهجه‌ی مازندرانی غلبه دارد .